# San Francisco Seals (Eishockey)
Die San Francisco Seals waren ein US-amerikanisches Eishockeyfranchise der Western Hockey League aus San Francisco, Kalifornien.  

## Geschichte
Der Verein wurden zur Saison 1961/62 als Franchise der Western Hockey League gegründet. Die beiden erfolgreichsten Jahre in der Franchise-Geschichte waren die Spielzeiten 1962/63 und 1963/64, als das Team jeweils den Lester Patrick Cup gewann.
Als die National Hockey League 1966 ankündigte, nach der Zeit der „Original Six“ die Liga zur Saison 1967/68 um sechs Teams zu erweitern, erwarb Barry van Gerbig die San Francisco Seals, und da es in San Francisco keine passende Eishalle gab, siedelte er das Franchise nach Oakland um. In der Oakland Arena absolvierte das Team eine weitere Spielzeit unter dem Namen California Seals in der WHL. Anschließend erhielt die Stadt ein NHL-Franchise und spielte fortan mit einem gleichnamigen Team in der NHL. 

## Saisonstatistik
Abkürzungen: GP = Spiele, W = Siege, L = Niederlagen, T = Unentschieden, OTL = Niederlagen nach Overtime SOL = Niederlagen nach Shootout, Pts = Punkte, GF = Erzielte Tore, GA = Gegentore, PIM = Strafminuten
| Saison  | GP | W  | L  | T  | OTL | SOL | Pts | GF  | GA  | Platz        | Playoffs           |
| 1961/62 | 70 | 29 | 39 | 2  | —   | —   | 60  | 229 | 270 | 3., WHLS     | —                  |
| 1962/63 | 70 | 44 | 25 | 1  | —   | —   | 89  | 288 | 219 | 2., Southern | Lester Patrick Cup |
| 1963/64 | 70 | 32 | 35 | 3  | —   | —   | 67  | 228 | 262 | 4., WHL      | Lester Patrick Cup |
| 1964/65 | 70 | 31 | 37 | 2  | —   | —   | 64  | 255 | 283 | 5., WHL      | —                  |
| 1965/66 | 72 | 32 | 36 | 4  | —   | —   | 68  | 243 | 248 | 4., WHL      | —                  |
| 1966/67 | 72 | 32 | 30 | 10 | —   | —   | 74  | 228 | 242 | 4., WHL      | —                  |